# Quincy Jones
Pour les articles homonymes, voir Jones et Quincy.
Quincy Delight Jones Jr., dit Quincy Jones [ˈkwɪnsi d͡ʒoʊnz] et surnommé « Q » [kjuː], né le 14 mars 1933 à Chicago (Illinois) et mort le 3 novembre 2024 à Los Angeles (Californie), est un trompettiste, arrangeur, compositeur, réalisateur et producteur américain.
Considéré comme l'un des plus grands producteurs de musique du XXe siècle, il est surtout connu pour le trio qu'il forma avec Bruce Swedien (ingénieur du son) et Michael Jackson sur les albums de ce dernier Off the Wall (1979), Thriller (1982) et Bad (1987) qui remportèrent un succès mondial.
Quincy Jones a remporté 28 Grammy Awards (pour 80 nominations), ainsi qu'un Grammy Legend Award en 1992.
Il a obtenu des succès personnels avec le titre Soul Bossa Nova (1962) et sa reprise d’Ai No Corrida (1981).

## Biographie

### Jeunesse et formation
Né à Chicago, Quincy Jones est le fils de Quincy Delight (un charpentier) et de Sarah Wells Jones. Il connaît une enfance difficile : pauvreté et une mère internée pour maladie mentale. Après plusieurs déménagements, son père s'installe dans la banlieue de Seattle, à Bremerton, dans l'État de Washington,. C’est là que Quincy Jones commence à s'intéresser à la musique.
Il s’essaie d’abord en autodidacte au piano, puis apprend la trompette à l’école. À treize ans, il reçoit quelques cours de Clark Terry, lors d’un passage de l’orchestre de Count Basie à Seattle. La situation financière de la famille est difficile, en dehors de ses heures d’école, il exerce l’activité de cireur de chaussures. Il fait la connaissance de Ray Charles, son aîné de trois ans. Les deux amis forment un combo qui se produit dans les clubs de la ville. Quincy Jones fait aussi partie d’orchestres locaux. À dix-huit ans, il obtient une bourse pour poursuivre ses études au Berklee College of Music de Boston.

### Carrière
Quincy Jones quitte assez vite le collège pour intégrer l’orchestre de Lionel Hampton comme trompettiste et arrangeur. Malgré un salaire dérisoire, il reste quatre ans dans ce big band avec lequel il fait une tournée en Europe. Il s’installe ensuite un temps à New York où il exerce comme trompettiste mais surtout arrangeur « free lance ». Il écrit des arrangements pour de nombreux musiciens (Tommy Dorsey, Gene Krupa, Sarah Vaughan, Count Basie, Dinah Washington, Cannonball Adderley, Ray Charles, etc.).
En 1956, il est engagé par Dizzy Gillespie comme trompettiste et directeur musical de son big band pour une tournée organisée par le département d'État au Moyen Orient et en Amérique du Sud. Pendant cette tournée, il fait la connaissance de Lalo Schifrin, pianiste-compositeur-arrangeur-chef d'orchestre. Peu après, il enregistre son premier disque comme chef d’orchestre pour le label ABC Paramount Records.
En 1957, Quincy s’installe à Paris où il étudie auprès de Nadia Boulanger, directrice du Conservatoire américain de Fontainebleau, et travaille comme « staff arranger » pour le label d’Eddie Barclay (pour des artistes tels que Henri Salvador, Charles Aznavour, Jacques Brel, etc.). Le groupe Les Double Six enregistre un album consacré à ses compositions. Le temps d’une tournée européenne, il est le directeur de la troupe qui joue la comédie musicale Free and easy d'Harold Arlen. En 1960, il forme un big band avec dix-huit musiciens. Malgré la qualité musicale de l’orchestre, l’expérience se solde par un fiasco financier, et pousse Quincy Jones au bord de la dépression.
Il retourne aux États-Unis où, grâce à l'aide d'Irving Green, il devient arrangeur puis directeur musical du label Mercury Records. C’est dans ce cadre qu’il va arranger des dizaines d’albums de jazzmen mais aussi, et surtout, d’artistes comme Frank Sinatra, Barbra Streisand, Nana Mouskouri ou encore Tony Bennett. En 1964, il est nommé vice-président du label. La même année il écrit sa première musique de film pour Le Prêteur sur gages de Sidney Lumet puis en écrit d'autres dans les années qui suivent.
Il travaille aussi pour la télévision : musiques de L'Homme de fer, Sanford and Son et du Bill Cosby Show (en). Il milite dans de nombreux mouvements anti-racistes et sociaux auprès de Martin Luther King ou du révérend Jesse Jackson. Il aide financièrement l'IBAM (« Institute for Black American Music ») et est un des fondateurs du « Black Arts Festival » de Chicago. En 1973, Quincy Jones coproduit pour CBS Duke Ellington, We Love You Madly, une émission télévisée en hommage à l’œuvre du Duke à laquelle participent Sarah Vaughan, Aretha Franklin, Peggy Lee, Count Basie, Joe Williams, et le groupe Chicago. En parallèle à son activité de producteur et de compositeur, Quincy Jones continue à enregistrer des disques, pour plusieurs labels, sous son nom, souvent plus proches du rhythm and blues, du funk ou de la pop que du jazz.

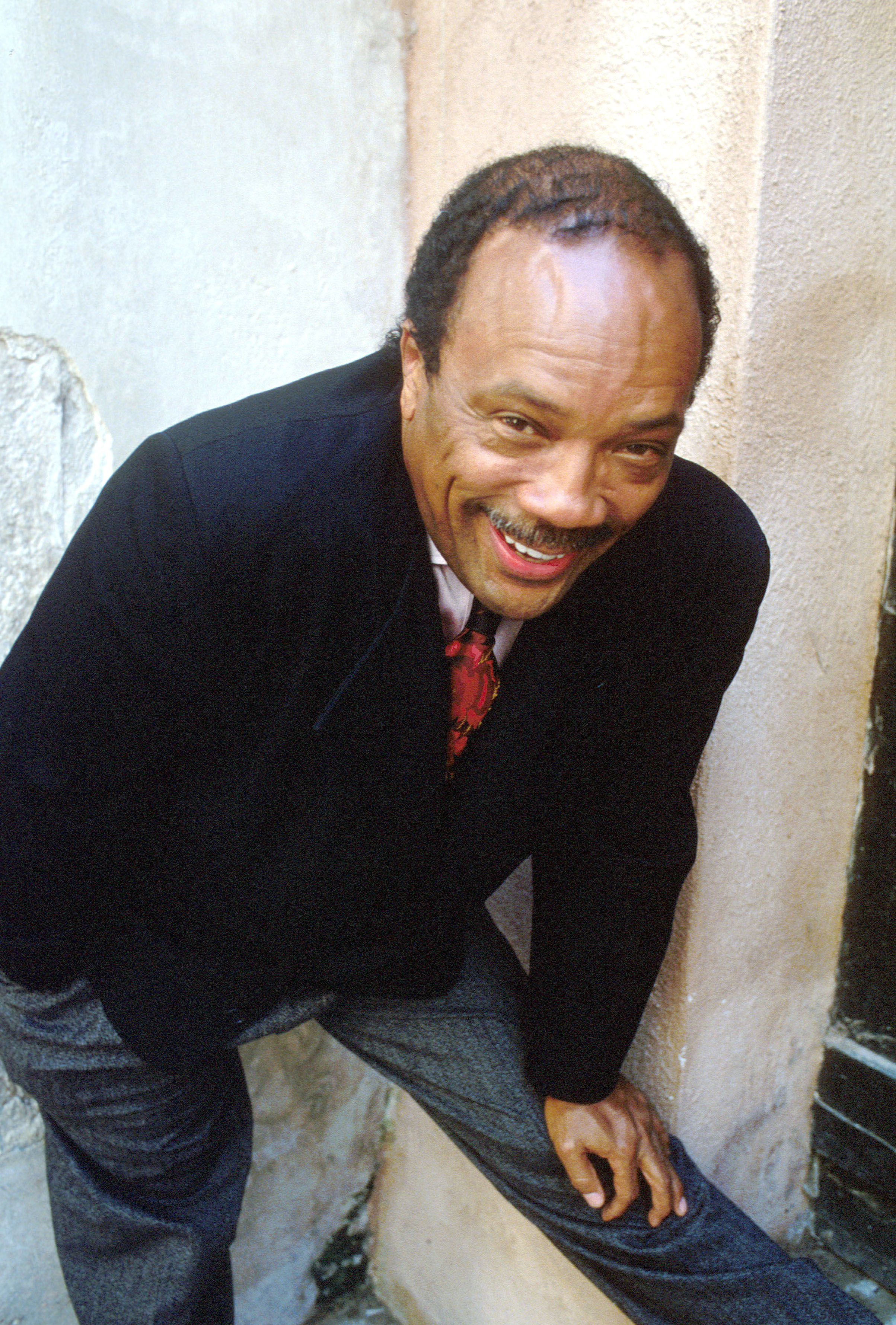
Quincy Jones en 1989.

En août 1974, il est victime d’une rupture d'anévrisme et subit deux importantes opérations. Après six mois d’arrêt, il reprend une intense activité.
Il est le directeur musical du film The Wiz pour le compte de la mythique maison de disques Motown. C'est sur le tournage qu'il rencontre le jeune Michael Jackson qui est à la recherche d'un nouveau producteur pour lancer sa carrière solo. Il produit ainsi en 1979 Off the Wall, le cinquième album de Michael Jackson mais son 1er album en tant qu’adulte et son 1er chez le label Epic Records. Cet album est un succès commercial mais l'apothéose vient en 1982 avec le suivant, Thriller, qui reste à ce jour l'album le plus vendu de tous les temps avec plus de 60 millions d'exemplaires vendus. Après un troisième album, Bad (1987), qui est encore un succès, Michael Jackson se sépare de Quincy Jones, mais la fortune de ce dernier est définitivement assurée.
Sa situation financière lui permet d'acheter les droits d'édition de compositions de nombreux musiciens (il possède actuellement des droits sur environ 1 600 titres). Elle lui permet aussi d'être, en 1985, coproducteur du film de Steven Spielberg La Couleur pourpre (The Color Purple). La même année, il est coorganisateur de l'enregistrement de We Are the World, titre humanitaire contre la famine en Éthiopie (1984-1985). En 1988, il remixe Blue Monday de New Order.
Quincy Jones n'oublie pas pour autant le jazz. En 1991, par exemple, il dirige au festival de Montreux l'orchestre qui accompagne Miles Davis pour la reprise des arrangements écrits par Gil Evans. En 1993, Quincy Jones et David Salzman organisent le concert d'investiture du président Bill Clinton.

### Autres activités: diversification
Jones et Salzman fondent la compagnie « QDE » (Quincy Jones/David Salzman Entertainment) qui produit aussi bien de la musique, des pièces de théâtre, des films, des émissions télévisées — dont Le Prince de Bel-Air (The Fresh Prince of Bel-Air) pour NBC-TV — et d'autres produits multimédias. QDE, dont Quincy Jones est le PDG, édite aussi le magazine Vibe.
En 2009, les marques d'accessoires audio AKG ainsi que JBL éditent une ligne d'accessoires audio avec sa signature. Une partie des recettes est versée à l’organisation soutenant l'éducation musicale, fondée par Quincy Jones,,.
Quincy Jones fonde son propre label, Qwest Records, puis, en 2017, avec le producteur français Reza Ackbaraly, il lance Qwest TV, le premier service de vidéo à la demande par abonnement (SVOD) consacré au jazz et à ses musiques affiliées du monde entier. La plateforme propose une sélection de concerts, d'interviews, de documentaires et de contenus originaux et exclusifs, sans publicité.

### Vie privée
Quincy Jones a été marié trois fois et a eu sept enfants de cinq compagnes différentes : 
- En 1957, il épouse Jeri Caldwell ; le couple donne naissance à une fille : la chanteuse de jazz Jolie Jones Levine[18]. Ils divorcent en 1966[19],[20].
- En 1963, il a une brève liaison avec la danseuse Carol Reynolds ; de cette union naît une fille Rachel Jones[21],[22],[23].
- En 1967, il épouse la photographe, parolière et chanteuse Ulla Jones (en)[24] ; le couple donne naissance à une fille Martina Jones et au compositeur et producteur Quincy Jones III[25]. Ils divorcent en 1974[20].
- En 1974, il épouse l'actrice Peggy Lipton (morte le 11 mai 2019) ; le couple donne naissance à deux filles : la styliste et actrice Kidada Jones et l'actrice Rashida Jones. Ils divorcent en 1990[20],[26],[27].
- De 1991 à 1997, il entretient une liaison avec l'actrice Nastassja Kinski (la fille de Klaus Kinski) ; le couple donne naissance, en 1993, à la mannequin Kenya Kinski-Jones[28],[20].

### Mort
Quincy Jones meurt le 3 novembre 2024 à Los Angeles, à l'âge de 91 ans, des suites d'un cancer du pancréas que rien ne laissait transparaître. Sa famille exprime dans un communiqué sa tristesse face à cette perte, tout en célébrant « la grande vie qu'il a vécue ». Il est inhumé au Hollywood Forever Cemetery.

## Décoration
En 2001, Quincy Jones est fait commandeur de la Légion d'honneur par Jacques Chirac.

## Hommages

### Concerts
Le concert pour son 75e anniversaire a lieu en Suisse au festival de Jazz de Montreux 2008.
Pour célébrer son 85e anniversaire, un concert événement se tient également à Montreux le dimanche 8 juillet 2018, avec notamment Ibrahim Maalouf, Nate Smith Kinfolk, Jade Elliott, Nik West, Ezra Collective, Richard Bona, Jacob Collier, Alfredo Rodriguez, Talib Kweli, Jowee Omicil et bien d'autres.
En 2019, il est le parrain sur scène des concerts Quincy Jones Presents Off the Wall, Thriller & Bad et Quincy Jones Presents Soundtrack Of The 80's.

### Autre
Le compositeur japonais Joe Hisaishi (de son vrai nom Mamoru Fujisawa), compositeur des films de Hayao Miyazaki et de Takeshi Kitano, a choisi son pseudonyme en hommage à Quincy Jones. En effet, en utilisant une des autres lectures de son premier kanji, le nom 久石 (Hisaishi) pourrait aussi être lu comme « Kuishi », qui est proche de la prononciation japonaise de « Quincy » (Kuinshī), et « Joe » vient naturellement de « Jones ».

## Filmographie

### Cinéma
- 1978 : The Wiz de Sidney Lumet : le pianiste du Emerald City Gold (non crédité)
- 1984 : I Love Quincy, écrit et réalisé par Éric Lipmann : lui-même
- 1999 : Fantasia 2000 de James Algar, Gaëtan et Paul Brizzi : lui-même (partie Rhapsody in Blue)
- 2002 : Austin Powers dans Goldmember (Austin Powers 3) de Mike Myers : lui-même

### Télévision
- 1990 : Le Prince de Bel-Air, saison 1, épisode 9 : caméo (également producteur)
- 1993 : Le Prince de Bel-Air, saison 3, épisode 18 (non crédité)
- 2022 : Bel-Air (série TV) (également producteur)

## Discographie

### Albums studio
- 1956 : This Is How I Feel About Jazz
- 1957 : Go West, Man!
- 1959 : The Birth of a Band
- 1959 : The Great Wide World of Quincy Jones
- 1960 : I Dig Dancers
- 1961 : Around the World
- 1961 : Newport'61
- 1961 : The Great Wide World of Quincy Jones Live (in Zurich!)
- 1962 : The Quintessence
- 1962 : Big Band Bossa Nova
- 1963 : Quincy Jones Plays the Hip Hits
- 1964 : Golden boy
- 1964 : I Had a Ball
- 1964 : Quincy Jones Explores the Music of Henry Mancini
- 1965 : Quincy Plays for Pussycats
- 1965 : Quincy's Got a Brand New Bag
- 1969 : Walking in Space
- 1970 : Gula Matari
- 1971 : Smackwater Jack
- 1972 : You've Got It Bad, Girl
- 1974 : Body Heat
- 1975 : Mellow Madness
- 1976 : I Heard That
- 1977 : Roots
- 1978 : Sounds...and Stuff Like That!!
- 1981 : The Dude
- 1985 : We Are the World (co-direction artistique)
- 1989 : Back on the Block
- 1995 : Q's Jook joint
- 1999 : From Q with Love
- 2000 : Basie and Beyond (avec Sammy Nestico et son orchestre)
- 2001 : Q The Musical Biography of Quincy Jones
- 2010 : Soul Bossa Nostra

### Anthologie
- The Quincy Jones ABC/Mercury Big Band Jazz Sessions (sorti en 2008)
  - disque 1 : This Is How I Feel About Jazz et Quintessence
  - disque 2 : The Birth of a Band et The Birth of a Band (bonus tracks)
  - disque 3 : The Great Wide World of Quincy Jones et I Dig Dancers
  - disque 4 : The Zurich Concert et Zurich Jam Sessions
  - disque 5 : The Newport Concert et We Had a Ball
- Jazz Round Midnight, Quincy Jones, chez Verve (314 537 702-2)
- Quincy Jones's Finest Hour, chez Verve (490 667-2)
- Strike Up the Band, chez Mercury (830 774-2)
- Genius + Soul = Jazz, avec Ray Charles, chez Rhino (R2 72814)
- Back on the Block, 1989

### Musiques de films
- 1961 : Le Garçon dans l'arbre (Pojken i trädet) d'Arne Sucksdorff
- 1964 : Le Prêteur sur gages (The  Pawnbrocker) de Sidney Lumet
- 1965 : Mirage d'Edward Dmytryk
- 1965 : Trente Minutes de sursis (The Slender Thread) de Sydney Pollack
- 1966 : Rien ne sert de courir (Walk don't run) de Charles Walters
- 1966 : MI5 demande protection (The Deadly Affair) de Sidney Lumet
- 1967 : Dans la chaleur de la nuit (In the Heat of the Night) de Norman Jewison
- 1967 : Banning de Ron Winston
- 1967 : De sang-froid (In Cold Blood) de Richard Brooks
- 1967 : L'homme de fer (Ironside) de Don Weis
- 1968 : Maldonne pour un espion (A Dandy in Aspict) d'Anthony Mann
- 1968 : Les Complices (Jigsaw) de James Goldstone
- 1968 : Mon homme (For Love of Ivy) de Daniel Mann
- 1968 : Tous les héros sont morts (The Hell of Heroes) de Joseph Sargent
- 1968 : Le crime, c'est notre business (The Split) de Gordon Flemyng
- 1969 : Of Men and Demons de John Hubley
- 1969 : L'Or de MacKenna (McKenna's Gold) de J. Lee Thompson
- 1969 : L'or se barre (The Italian Job) de Peter Collinson
- 1969 : L'Homme perdu (The Lost Man) de Robert Alan Aurthur
- 1969 : Bob et Carole et Ted et Alice (Bob & Carol & Ted & Alice) de Paul Mazursky
- 1969 : John et Mary (John and Mary) de Peter Yates
- 1969 : Fleur de cactus (Cactus Flower) de Gene Saks
- 1970 : Mother de Don Joslyn
- 1970 : Last of the Mobile Hot Shots de Sidney Lumet
- 1970 : Escapade à New York (The Out-of-Towners) d'Arthur Hiller
- 1970 : Appelez-moi Monsieur Tibbs (They Call Me Mister Tibbs!) de Gordon Douglas
- 1971 : Bang Bang d'Andrea Tonacci
- 1971 : Brother John de James Goldstone
- 1971 : Le Dossier Anderson (The Anderson Tapes) de Sidney Lumet
- 1971 : Honky de William A. Graham
- 1971 : Dollars ($) de Richard Brooks
- 1972 : Dig de John Hubley
- 1972 : Les Quatre Malfrats (The Hot Rock) de Peter Yates
- 1972 : Les flics ne dorment pas la nuit (The New Centurions) de Richard Fleischer
- 1972 : Guet-apens (The Getaway) de Sam Peckinpah
- 1978 : The Wiz de Sidney Lumet
- 1985 : Lost in America d'Albert Brooks
- 1985 : Match à deux (The Slugger's Wife) de Hal Ashby
- 1985 : La Couleur pourpre (The Color Purple) de Steven Spielberg
- 1985 : Listen Up : the Lifes of Quincy Jones d'Ellen Weissbord
- 1997 : Austin Powers de Jay Roach (thème du générique Soul bossa nova[35])
- 2003 : Kill Bill  de Quentin Tarantino
- 2005 : Réussir ou mourir (Get Rich or Die Tryin') de Jim Sheridan
- 2013 : Le Majordome (The Butler) de Lee Daniels

## Prix et distinctions
- 1980 : cérémonie d'inscription de son étoile sur le Walk of Fame d'Hollywood au 1500, Vine Street[36],[37]
- 1994 : lauréat du Polar Music Prize[38],[6]
- 1994 : lauréat du prix humanitaire Jean-Hersholt, décerné par le conseil des gouverneurs de l'Academy of Motion Picture Arts and Sciences[39]
- 2000 : récipiendaire de la National Humanities Medal décernée par la Fondation nationale pour les sciences humaines[40]
- 2001 : promotion au grade de commandeur de l'ordre national de la Légion d'honneur par le président Jacques Chirac[41]
- 2001 : lauréat du Marian Anderson Award (en)[42],[43],[44]
- 2001 : élection comme membre de l'Académie américaine des arts et des sciences[45]
- 2014 : promotion au grade de commandeur de l'ordre des Arts et des Lettres lors d'une cérémonie présidée par l'ancien ministre de la culture Jack Lang[46],[47]
- 2024 : Oscar honorifique à titre posthume pour l'ensemble de sa carrière[48],[49]

### Récompenses aux Grammy Awards
| Année | Catégorie                                          | Nom                                   | Type                         | Résultat  |
| ----- | -------------------------------------------------- | ------------------------------------- | ---------------------------- | --------- |
| 1964  | Meilleur arrangement orchestral                    | I Can’t Stop Loving You               | Morceau                      | Vainqueur |
| 1970  | Meilleure performance jazz instrumental            | Walking in Space                      | Morceau                      | Vainqueur |
| 1972  | Meilleure performance pop instrumental             | Smackwater Jack                       | Album                        | Vainqueur |
| 1974  | Meilleur arrangement instrumental                  | Summer In The City                    | Morceau                      | Vainqueur |
| 1979  | Meilleur arrangement instrumental                  | The Wiz Main Title (Overture, Part I) | Morceau                      | Vainqueur |
| 1981  | Meilleur arrangement instrumental                  | Dinorah, Dinorah                      | Morceau                      | Vainqueur |
| 1982  | Meilleure performance R&B                          | The Dude                              | Album                        | Vainqueur |
| 1982  | Meilleur arrangement instrumental pour voix        | Ai No Corrida                         | Morceau                      | Vainqueur |
| 1982  | Producteur de l'année                              | Producteur de l'année                 | Producteur de l'année        | Vainqueur |
| 1984  | Meilleur album                                     | Thriller                              | Album                        | Vainqueur |
| 1984  | Meilleur enregistrement                            | Beat It                               | Single                       | Vainqueur |
| 1984  | Meilleur album pour enfants                        | E.T. The Extra-Terrestrial            | Album                        | Vainqueur |
| 1984  | Producteur de l'année                              | Producteur de l'année                 | Producteur de l'année        | Vainqueur |
| 1985  | Meilleur arrangement instrumental                  | Grace (Gymnastics Theme)              | Morceau                      | Vainqueur |
| 1986  | Meilleur enregistrement de l'année                 | We Are the World                      | Single                       | Vainqueur |
| 1986  | Meilleure prestation vocale pop d'un duo ou groupe | We Are the World                      | Single                       | Vainqueur |
| 1986  | Meilleur clip                                      | We Are the World                      | Single                       | Vainqueur |
| 1989  | Trusteed Awards                                    | Trusteed Awards                       | Trusteed Awards              | Lauréat   |
| 1991  | Meilleur album de l'année                          | Back on the Block                     | Album                        | Vainqueur |
| 1991  | Meilleur arrangement instrumental                  | Birdland                              | Morceau                      | Vainqueur |
| 1991  | Meilleure performance jazz-fusion                  | Birdland                              | Morceau                      | Vainqueur |
| 1991  | Meilleur arrangement instrumental pour voix        | The Places You Find Love              | Morceau                      | Vainqueur |
| 1991  | Meilleure performance de rap                       | Back on the Block                     | Morceau                      | Vainqueur |
| 1991  | Producteur de l'année                              | Producteur de l'année                 | Producteur de l'année        | Vainqueur |
| 1992  | Grammy Legend Award                                | Grammy Legend Award                   | Grammy Legend Award          | Lauréat   |
| 1994  | Meilleur ensemble de jazz                          | Miles and Quincy Live at Montreux     | Album                        | Vainqueur |
| 1996  | MusiCares Person of the Year                       | MusiCares Person of the Year          | MusiCares Person of the Year | Lauréat   |
| 2002  | Meilleur album parlé                               | Q: The Autobiography Of Quincy Jones  | Album                        | Vainqueur |
| 2019  | Meilleur film musical                              | Quincy                                | Film                         | Vainqueur |

## Publications (autobiographie)
- (en) Quincy Jones -- Q's Jook Joint, Alfred Music, 1996, 132 p. (ISBN 978-1-57623-288-0).
- (en) Q : The Autobiography of Quincy Jones, Three Rivers Press, 2001, 432 p. (ISBN 978-0-7679-0510-7, lire en ligne) ; rééd. 2002.
  - (fr) Quincy (trad. de l'anglais par Mimi Perrin), éditions Robert Laffont, 2003, 384 p. (ISBN 978-2-221-09633-8).
- (en) The Vibe Q : Raw and Uncut, Dafina, 2007, 320 p. (ISBN 978-1-60183-002-9).
- (en) The Complete Quincy Jones : My Journey & Passions : Photos, Letters, Memories & More from Q’s Personal Collection, Insight Editions, 2008, 148 p. (ISBN 978-1-933784-67-0).
- (en) The Quincy Jones Legacy Series : Q on Producing : The Soul and Science of Mastering Music and Work, Hal Leonard Publishing Corporation, 2010, 302 p. (ISBN 978-1-4234-5976-7).

#### Essais
- (en) Raymond Horricks, Quincy Jones, Hippocrene Books, 1er avril 1986, 127 p. (ISBN 978-0-87052-215-4, lire en ligne).
- (en) Courtney Ross, Listen Up : The Lives of Quincy Jones, Warner Books, 1er novembre 1990, 191 p. (ISBN 978-0-446-39286-0).
- (en) Stuart A Kallen, Quincy Jones, Abdo & Daughters, 1996, 32 p. (ISBN 978-1-56239-571-1).
- (en) Lee Hill Kavanaugh, Quincy Jones : Musician, Composer, Producer, Enslow Publishers, 1er avril 1998, 128 p. (ISBN 978-0-89490-814-9, lire en ligne).
- (en) Linda N Bayer, Quincy Jones, Chelsea House Publishers, 2001, 112 p. (ISBN 978-0-7910-5305-8, lire en ligne).
- (en) The Art and Soul of Quincy Jones, Hal Leonard Publishing Corporation, 2009, 160 p. (ISBN 978-1-60378-095-7, lire en ligne).

#### Article
- (en-US) David Marchese, « In Conversation: Quincy Jones The music legend on the secret Michael Jackson, his relationship with the Trumps, and the problem with modern pop », Vulture,‎ 7 février 2018 (lire en ligne).

### Interviews
- (en-GB) « Quincy Jones », sur Academy of Achievement, 28 octobre 2000.
- (en-US) « Oprah Talks to Quincy Jones », sur Oprah.com, 2001.
- (en-US) « Quincy Jones Biography », sur Public Broadcasting Service, 22 juin 2005.

### Vidéo
- (en-US) « Quincy Jones », sur Channel YouTube Quincy Jones productions